# 共和国勋章
共和国勋章是中华人民共和国政府授予公民的一种勋章，是现行中国国家勋章和国家荣誉制度中最高的一级，由全国人民代表大会常务委员会决定，中华人民共和国主席授予。该勋章于2019年9月29日首次颁发。

## 历史
2015年12月27日，第十二届全国人民代表大会常务委员会第十八次会议通过《中华人民共和国国家勋章和国家荣誉称号法》，正式设立“共和国勋章”，并于2016年1月1日起启用。2019年1月，当年时值中华人民共和国成立70周年，决定首次开展“共和国勋章”评选颁授事宜。
2019年9月17日，中华人民共和国主席习近平签署主席令，为了庆祝中华人民共和国成立70周年，表彰为新中国建设和发展作出杰出贡献的功勋模范人物，根据全国人民代表大会常务委员会的决定，授予于敏、申纪兰、孙家栋、李延年、张富清、袁隆平、黄旭华、屠呦呦“共和国勋章”。
2020年8月11日，中华人民共和国主席习近平签署主席令，为表彰在2019冠状病毒病疫情期间作出杰出贡献的功勋模范人物，根据全国人民代表大会常务委员会的决定，授予钟南山“共和国勋章”。
2024年9月13日，中华人民共和国主席习近平签署主席令，在中华人民共和国成立75周年之际，根据全国人民代表大会常务委员会的决定，授予王永志、王振义、李振声、黄宗德“共和国勋章”。

## 外观
“共和国勋章”以红色、金色为主色调，章体采用国徽、五角星、黄河、长江、山峰、牡丹等元素，章链采用中国结、如意、兰花等元素，使用冷压成型、花丝镶嵌、珐琅等工艺制作，象征勋章获得者为中华人民共和国建设和发展作出的巨大贡献。
根据《勋章、奖章、纪念章管理办法（试行）》规定，共和国勋章通径为70毫米；七一勋章、八一勋章、友谊勋章、国家荣誉称号奖章的通径为65毫米，中国共产党、国家、军队按规定设立的其他勋章通径一般也为65毫米。

## 授予

### 资格
共和国勋章根据2015年12月27日第十二届全国人民代表大会常务委员会通过的《中华人民共和国国家勋章和国家荣誉称号法》第三条规定设立，颁发给在中国特色社会主义建设和保卫国家中作出巨大贡献、建立卓越功勋的杰出人士。
中华人民共和国主席根据全国人民代表大会常务委员会的决定，向国家勋章和国家荣誉称号获得者授予国家勋章、国家荣誉称号奖章，签发证书；一般每5年授予1次，在中华人民共和国成立“逢五、逢十”周年时进行，有需要时可以及时授予。

### 名单
获得者姓名标注十字号（†）的为追授。
| 姓名    | 生卒                                   | 授勋年龄 | 职务 | 曾获主要奖励 | 主要貢獻 | 主席令        | 颁授仪式      |
| ------- | -------------------------------------- | -------- | --- | --- | --- | ------------- | ------------- |
| 于敏†   | 1926年8月16日 －2019年1月16日（92歲）  | 追授     | 中国工程物理研究院高级科学顾问、研究员 中国科学院院士 | 两弹一星功勋奖章（1999年） 国家最高科学技术奖（2014年） 全国劳动模范（1987年） 改革先锋（2018年）                                             | 长期领导并参加核武器的理论研究和设计，填补了中国原子核理论的空白，为氢弹突破作出卓越贡献。 | 2019年9月17日 | 2019年9月29日 |
| 申纪兰  | 1929年12月29日 －2020年6月28日（90歲） | 89岁     | 山西省平顺县西沟村党总支副书记 第一届至第十三届全国人大代表                                                                                                  | 全国劳动模范（1953年、1979年、1989年） 全国优秀共产党员（2001年） 全国脱贫攻坚“奋进奖”（2016年） 改革先锋（2018年）                           | 积极维护新中国妇女劳动权利，倡导并推动“男女同工同酬”写入宪法。改革开放以来勇于改革，大胆创新，为发展农业和农村集体经济，推动老区经济建设和老区人民脱贫攻坚作出巨大贡献。 | 2019年9月17日 | 2019年9月29日 |
| 孙家栋  | 1929年4月8日                           | 90岁     | 原航空航天工业部副部长、科技委主任 中国航天科技集团有限公司原高级技术顾问 中国科学院院士 第七、八、九、十二届全国政协委员                                    | 两弹一星功勋奖章（1999年） 国家最高科学技术奖（2009年） 国家科学技术进步奖特等奖（1985年） 全国优秀共产党员（2010年） 改革先锋（2018年）      | 中国人造卫星技术和深空探测技术的开创者之一，担任月球探测一期工程总设计师，为中国突破卫星基本技术、卫星返回技术、地球静止轨道卫星发射和定点技术、导航卫星组网技术和深空探测基本技术作出卓越贡献。 | 2019年9月17日 | 2019年9月29日 |
| 李延年  | 1928年11月（96歲）                     | 90岁     | 原54251部队副政治委员 | 中国人民志愿军一级英雄、特等功臣（1950年） 解放奖章 胜利功勋荣誉章                                                                            | 曾参加解放战争、湘西剿匪、抗美援朝战争、对越自卫反击战等战役战斗20多次，是为建立新中国、保卫新中国作出重大贡献的战斗英雄。离休后初心不改、斗志不减、本色不变，积极弘扬革命优良传统，充分展现了一名老革命军人、老战斗英雄的光辉形象。                                                                       | 2019年9月17日 | 2019年9月29日 |
| 张富清  | 1925年1月18日 －2022年12月20日（97歲） | 94岁     | 中国建设银行湖北省来凤支行原副行长 | 西北野战军特等功（1948年） 全国优秀共产党员（2019年）                                                                                         | 在解放战争的枪林弹雨中冲锋在前、浴血疆场、视死如归，多次荣立战功。1955年转业后主动要求到湖北最偏远的来凤县工作，为贫困山区奉献一生。60多年来深藏功名，埋头工作，连儿女对他的赫赫战功都不知情。 | 2019年9月17日 | 2019年9月29日 |
| 袁隆平  | 1930年9月7日 －2021年5月22日（90歲）   | 89岁     | 国家杂交水稻工程技术研究中心、湖南杂交水稻研究中心原主任 湖南省政协原副主席 中国工程院院士 第五届全国人大代表 第六、七、八、九、十、十一、十二届全国政协委员 | 国家最高科学技术奖（2000年） 国家科学技术进步奖特等奖（2014年） 改革先锋（2018年）                                                            | 一生致力于杂交水稻技术的研究、应用与推广，发明“三系法”籼型杂交水稻，成功研究出“两系法”杂交水稻，创建了超级杂交稻技术体系，为中国粮食安全、农业科学发展和世界粮食供给作出杰出贡献。 | 2019年9月17日 | 2019年9月29日 |
| 黄旭华  | 1926年3月12日 －2025年2月6日（98歲）   | 93岁     | 中国船舶重工集团719所名誉所长、原所长 中国工程院院士 | 国家科学技术进步奖特等奖（1985年、1986年） 全国先进工作者（1989年）                                                                           | 隐姓埋名几十年，为中国核潜艇事业奉献了毕生精力，为核潜艇研制和跨越式发展作出卓越贡献。在某次深潜试验中，他置个人安危于不顾，作为总设计师亲自随产品深潜到极限。 | 2019年9月17日 | 2019年9月29日 |
| 屠呦呦  | 1930年12月30日                         | 88岁     | 中国中医科学院中药研究所青蒿素研究中心主任 | 国家最高科学技术奖（2016年） 诺贝尔生理学或医学奖（2015年） 全国优秀共产党员（2016年） 全国先进工作者（1995年） 改革先锋（2018年）            | 60多年致力于中医药研究实践，带领团队攻坚克难，研究发现了青蒿素，解决了抗疟治疗失效难题，为中医药科技创新和人类健康事业作出重要贡献。 | 2019年9月17日 | 2019年9月29日 |
| 钟南山  | 1936年10月20日                         | 83岁     | 广州医科大学附属第一医院国家呼吸系统疾病临床医学研究中心主任 中国工程院院士 第十一、十二届全国人大代表 第八、九、十届全国政协委员                            | 国家科学技术进步奖一等奖 全国先进工作者（1995年、2003年） 改革先锋（2018年）                                                                  | 长期致力于重大呼吸道传染病及慢性呼吸系统疾病的研究、预防与治疗，成果丰硕，实绩突出。新冠肺炎疫情发生后敢医敢言，提出存在“人传人”现象，强调严格防控，领导撰写新冠肺炎诊疗方案，在疫情防控、重症救治、科研攻关等方面作出杰出贡献。                                                                           | 2020年8月11日 | 2020年9月8日  |
| 王永志† | 1932年11月17日 －2024年6月11日（91歲） | 追授     | 中国载人航天工程总设计师 清华大学航天航空学院院长 | 全国科学大会奖（1978年） 国家科学技术进步奖特等奖（1985年） 国家科学技术进步奖一等奖两项（1997年） 中华人民共和国国家最高科学技术奖（2003年） | 主持中国多型号导弹研制、火箭研发和参与制定中国载人航天发展蓝图，为国防现代化建设和载人航天事业作出杰出贡献。 | 2024年9月13日 | 2024年9月29日 |
| 王振义  | 1924年11月30日                         | 99岁     | 上海第二医科大学（现为上海交通大学医学院）校长 上海交通大学医学院附属瑞金医院上海血液学研究所名誉所长                                                        | 国家最高科学技术奖（2011年） | 成功实现将恶性细胞改造为良性细胞的白血病临床治疗新策略，奠定了诱导分化理论的临床基础，确立了治疗“急性早幼粒细胞白血病”的“上海方案”，为医学实践和理论创新作出了重大贡献。他放弃申请药物专利，无私公开治疗方案，使更多患者受益。他多年来奋战在医学教育一线，培育了大批优秀医学人才。                         | 2024年9月13日 | 2024年9月29日 |
| 李振声  | 1931年2月25日                          | 93岁     | 原中国科学院西安分院院长 原陕西省科学院院长 中科院遗传与发育生物学研究所研究员                                                                               | 陈嘉庚农业科学奖（1989年） 中华农业英才奖（2005年） 国家最高科学技术奖（2006年） 国际作物学会“杰出作物学家奖”（2016年）                       | 系统研究小麦与偃麦草远缘杂交并育成了“小偃”系列品种，开创了小麦远缘杂交品种在生产上大面积推广的先例。创建了蓝粒单体小麦和染色体工程育种新系统，开辟了小麦磷、氮营养高效利用的育种新方向。他组织实施农业科技“黄淮海战役”、提出并推动“渤海粮仓”项目建设，为促进中国粮食增产、保障国家粮食安全发挥了重要作用。 | 2024年9月13日 | 2024年9月29日 |
| 黄宗德  | 1931年8月（93歲）                      | 93岁     | 原中国人民解放军52824部队副师职顾问 | “二级战斗英雄” 胜利功勋荣誉章 荣立一等功、二等功各1次 朝鲜一级国旗勋章                                                                        | 先后参加渡江战役、江西剿匪、抗美援朝战争，在多场战役战斗中冲锋在前、屡立战功，为保家卫国浴血奋战，是英勇顽强、不怕牺牲的战斗英雄。 | 2024年9月13日 | 2024年9月29日 |

## 勋章佩戴
中华人民共和国退役军人事务部、中央军委政治工作部、中央军委后勤保障部、中央军委训练管理部印发的《应邀以退役军人身份参加大型活动着装办法（试行）》规定，“同时佩戴多枚勋章时，共和国勋章一般单独位于左侧胸前最上部，七一勋章、八一勋章和党、国家、军队设立的其他勋章以及国家荣誉称号奖章佩戴于共和国勋章下的同一排内，并且按照上述顺序由佩戴者身体内侧向外侧佩戴”。

## 争议
2019年8月27日至9月2日，党和国家功勋荣誉表彰工作委员会办公室公示首批8名共和国勋章建议人选。公示期间，有当年参加过中国第一代核潜艇研发的科研人员等实名向该表彰工作委员会办公室写信，列出理由对公示中黄旭华作为“共和国勋章”建议人选提出反对意见。公示结束后，黄旭华仍均顺利成为第一批“共和国勋章”获得者。